# Гасовий інфрачервоний обігрівач
Гасовий (керосиновий) інфрачервоний обігрівач  - це побутовий обігрівач що працює по принципу інфрачервоного випромінювання, паливом виступає гас (керосин). Як правило застосовується для обігріву заміських будинків, чи запасного опалення. Також часто застосовується для обігріву туристів у подорожах, бо інфрачервоне випромінювання це джерело безпосереднього опалення що здатне обігрівати навіть туристів на відкритому повітрі. Деякі гасові обігрівачі включають функцію печі для приготування їжі.
Гас із паливного бака надходить до ґноту, де горить і тим самим нагріває металеву сітку-випромінювач. Пристрій, що змінює довжину ґніту, регулює потужність горіння. Інфрачервоний обігрівач обладнаний захисними ґратами, щоб не було небезпеки опіку. Як правило для переміщення обігрівачі обладнюються ручками або спеціальними пазами
.
Гасові обігрівачі відрізняються досить високою тепловою потужністю при дуже компактних розмірах, вони абсолютно автономні і не потребують електроенергії — тому вони особливо зручні для застосування в заміських будинках і дачах.
Важливим є той факт що використання гасових обігрівачів є дешевшим, ніж використання традиційних електрообігрівачів, особливо це доречно в зв'язку з тарифами на електрику, що збільшуються. Продуктів згоряння при роботі гасового обігрівача мінімум, тому що інфрачервоне випромінювання відбувається внаслідок горіння не самого гасу, а його пари, що набагато зменшує частку шкідливих речовин, що випаровується в повітря.